# Crocidura annamitensis
Crocidura annamitensis (білозубка аннамська) — дрібний ссавець, вид роду білозубка (Crocidura) родини мідицеві (Soricidae) ряду мідицеподібні (Soriciformes). 

## Опис
Вид сірого кольору, має відносно короткий хвіст, довжина голови й тіла не більше 60 мм.

## Поширення
Невеликий вид з В'єтнаму. Знайдений в Аннамських горах на висотах 920–1240 метрів. Єдині екземпляри були знайдені в екорегіоні тропічних і субтропічних вологих широколистяних лісів.